# 鄧雲鄉
鄧雲鄉（1924年8月28日—1999年2月9日），原名鄧雲驤，中国學者、作家、民俗學家，山西靈丘東河南鎮人。

## 生平
1947年畢業於北京大学中文系，後任教於山西大同中學、天津中學等。1956年起於上海电力学院任教，至1993年退休。

## 著述
有《鲁迅与北京风土》、《燕京乡土记》、《宣南秉烛谭》、《红楼识小录》、《红楼風俗譚》等。